# 戸沢村 (山形県北村山郡)
戸沢村（とざわむら）は山形県北村山郡にあった村。現在の村山市中心部の西方一帯、最上川左岸にあたる。

## 地理
- 山：高森山
- 河川：最上川

## 歴史
- 1889年（明治22年）4月1日 - 町村制の施行により、樽石村、稲下村、長善寺村、大槇村の区域をもって発足。
- 1954年（昭和29年）11月1日 - 楯岡町・西郷村・大倉村・大久保村・富本村と合併して村山市が発足。同日戸沢村廃止。

## 交通

### 道路
- 西部街道（現・国道347号）